# Rhadinus laurae
Rhadinus laurae är en tvåvingeart som beskrevs av Mario Bezzi 1922. Rhadinus laurae ingår i släktet Rhadinus och familjen rovflugor. Inga underarter finns listade i Catalogue of Life.